# Aerenomera spilas
Aerenomera spilas är en skalbaggsart som beskrevs av Martins 1984. Aerenomera spilas ingår i släktet Aerenomera och familjen långhorningar. Inga underarter finns listade i Catalogue of Life.